# 최건 (2003년)
최건(2003년 3월 3일 ~ )는 대한민국의 축구 선수로, 포지션은 미드필더이다. 현재 K4리그의 FC 충주 소속이다.